# Heinrich Abermann
Heinrich Abermann (* 19. September 1583 in Tuttlingen, Württemberg; † 21. April 1621 in Wien) war ein deutscher Historiker.
Heinrich Abermann studierte 1609 an der Universität Wien, wo er 1610 Professor der griechischen Sprache wurde. 1613 war er Magister der Philosophie, 1614 Rektor der Universität und von 1615 bis 1621 Rektor der Bürgerschule zu St. Stephan, wo er Mathematik unterrichtete. Er war seit 1614 mit Ursula, der Witwe des Michael Schrömbser, verheiratet.
Neben seiner Tätigkeit als Rektor der Universität liegt Abermanns besondere Bedeutung darin, dass er 1616 bzw. 1619 die deutsche Übersetzung der Vienna Austriae des Wolfgang Lazius veröffentlichte. Dabei handelt es sich um die erste Stadtgeschichte Wiens in deutscher Sprache.
Heinrich Abermann wurde am 28. Februar 1620 der Adelstitel verliehen. 1894 wurde die Abermanngasse im Bezirksteil Hetzendorf in Wien-Meidling nach ihm benannt.